# Sven-Olov Nyberg
Sven-Olov Nyberg, född 25 oktober 1935 i Adelsö församling i Stockholms län, död 1 januari 2008 i Håbo-Tibble församling,  Upplands-Bro kommun, var en svensk landskapsarkitekt. 
Sven-Olov Nyberg utbildade sig till bergsingenjör. Han var anställd hos trädgårdsarkitekten Sven Hermelin och bedrev egen verksamhet som landskapsarkitekt från 1971. 

## Verk i urval
- Televerket, Farsta, Stockholm
- Sveriges lantbruksuniversitet, Ultuna, utanför Uppsala.
- Skandia, Bergshamra, Solna kommun.
- Gårdarna till Salénhuset, Stockholm.
- Inpassning av enfamiljsvillor och lägenheter i Håbo-Tibble kyrkby 1978-79 och 1990-1991.